# Salacgrīva
Salacgrīva (en live: Salats) est une ville de la région de Vidzeme en Lettonie. Elle a 3 269 habitants pour une superficie de 12,57 km2.
Salacgrīva a un port situé à l'embouchure de la rivière Salaca dans le Golfe de Riga Salacgrīva est situé à 104 km de Riga, et à 10 km de la frontière estonienne.

## Historique
La région a été d’abord occupée par les Livoniens. À partir de 1207 existait, à l'embouchure de la rivière Salaca, un centre de commerce appartenant à l'archevêque de Riga et qui fut sécurisée par une forteresse à partir de 1226. Le château fut détruit pendant les guerres avec la Suède. Après l'entrée de la ville dans l'Empire russe en 1721, la langue livonienne s’éteignit peu à peu. En 1870 on approfondit le lit de la rivière et un port s'ouvrit. Cela conduisit à la création d'entreprises industrielles et artisanales. Cependant, l'importance de Salacgrīva diminua quand en 1903 eut été ouvert dans le voisinage à Ainaži un port, qui fut connecté au chemin de fer (à voie étroite) en 1912.
Ce n'est qu'après la Seconde Guerre mondiale que le nombre d'habitants a recommencé à augmenter après la construction d'une grande usine de transformation du poisson.

## Galerie

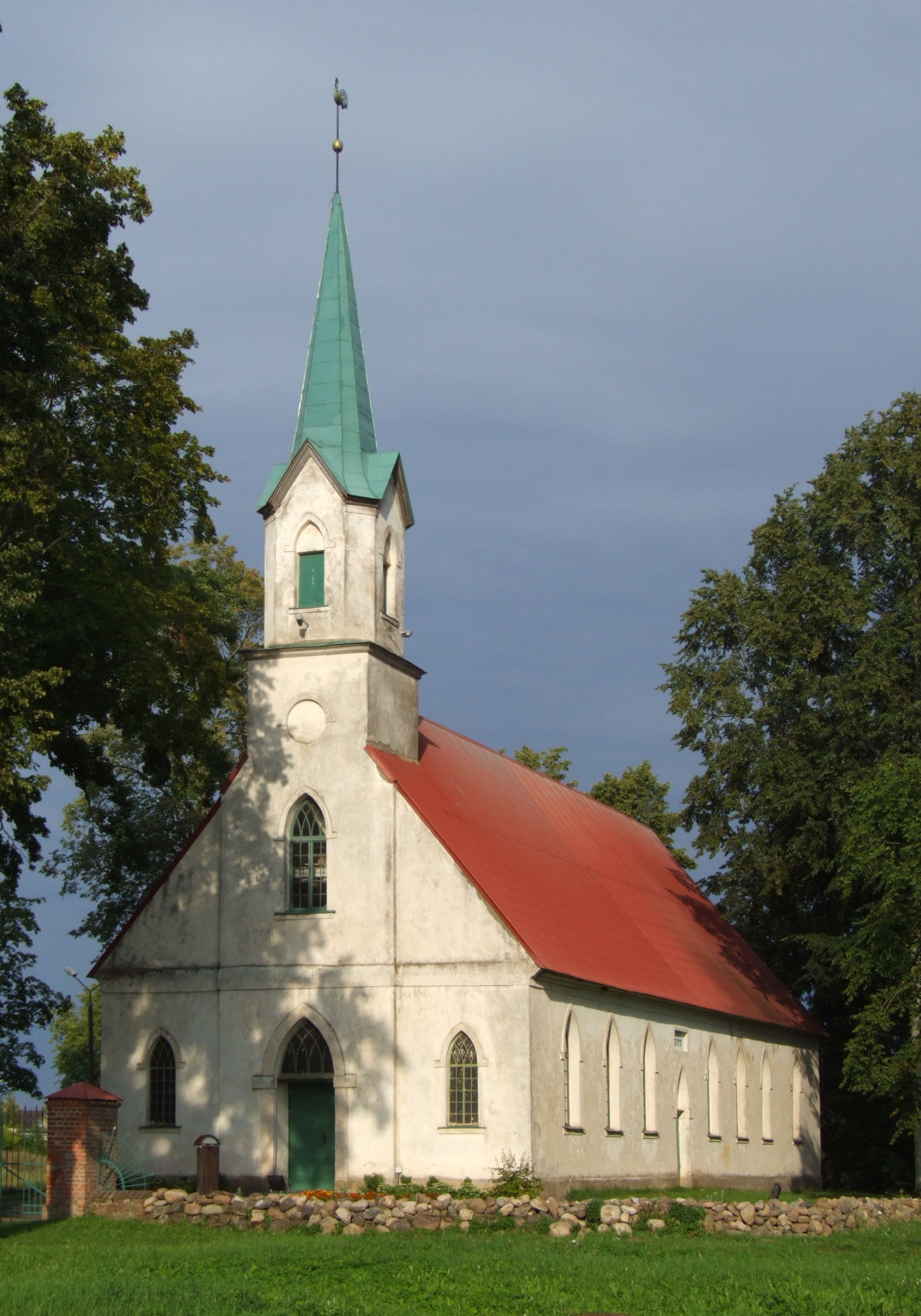
L'église évangélique luthérienne de Salacgrīva
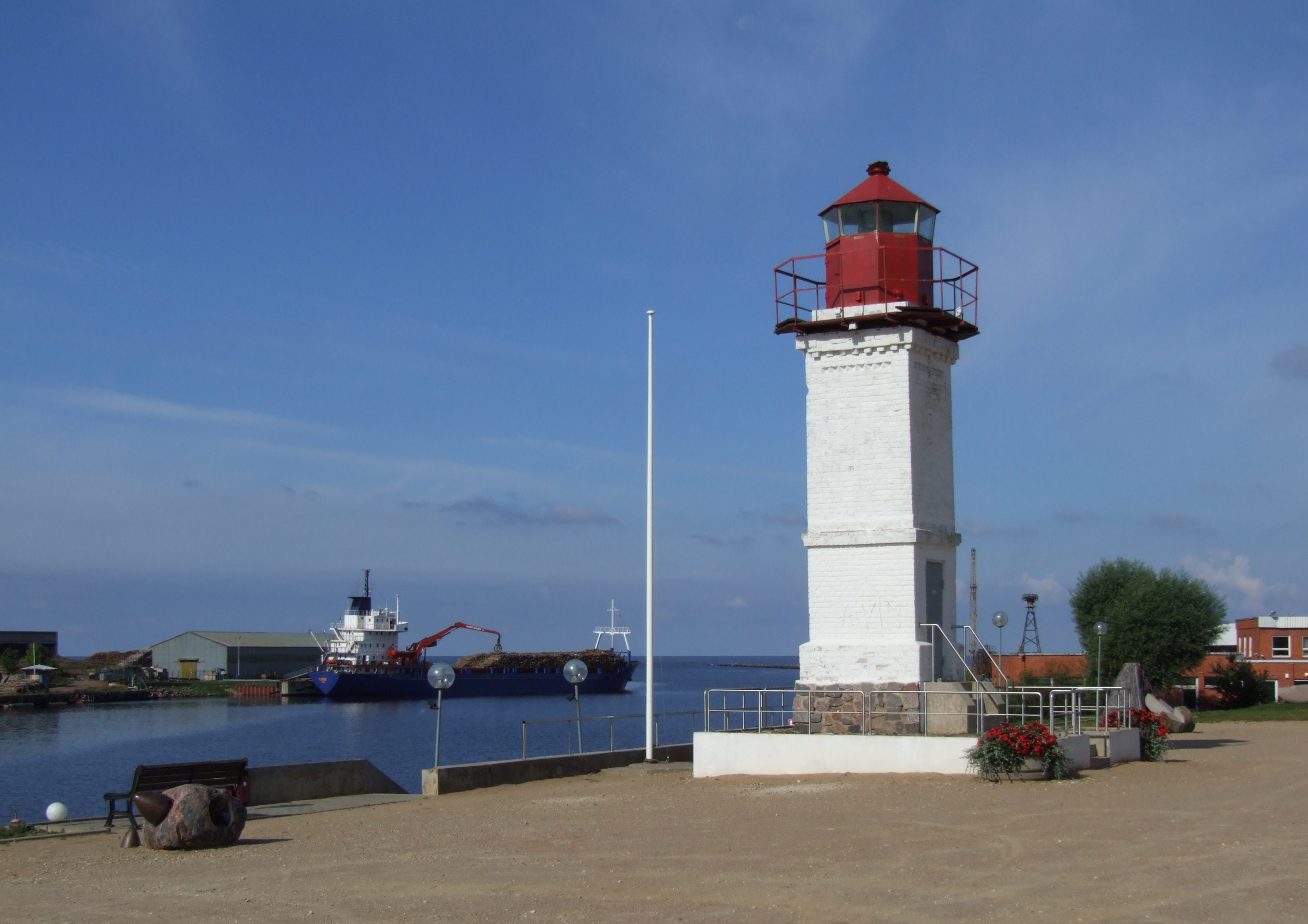
Le port de Salacgrīva.
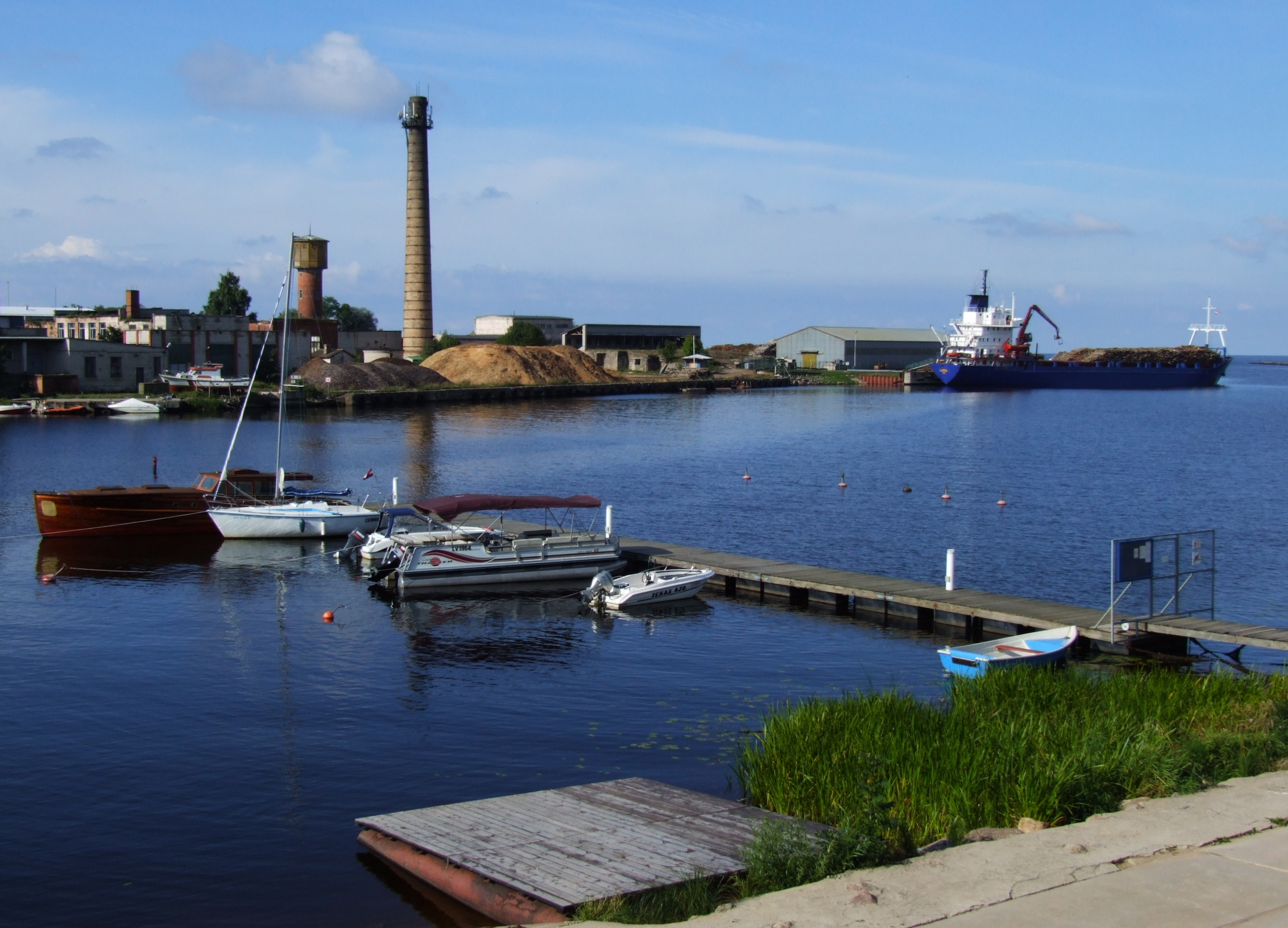
Le port de Salacgrīva.
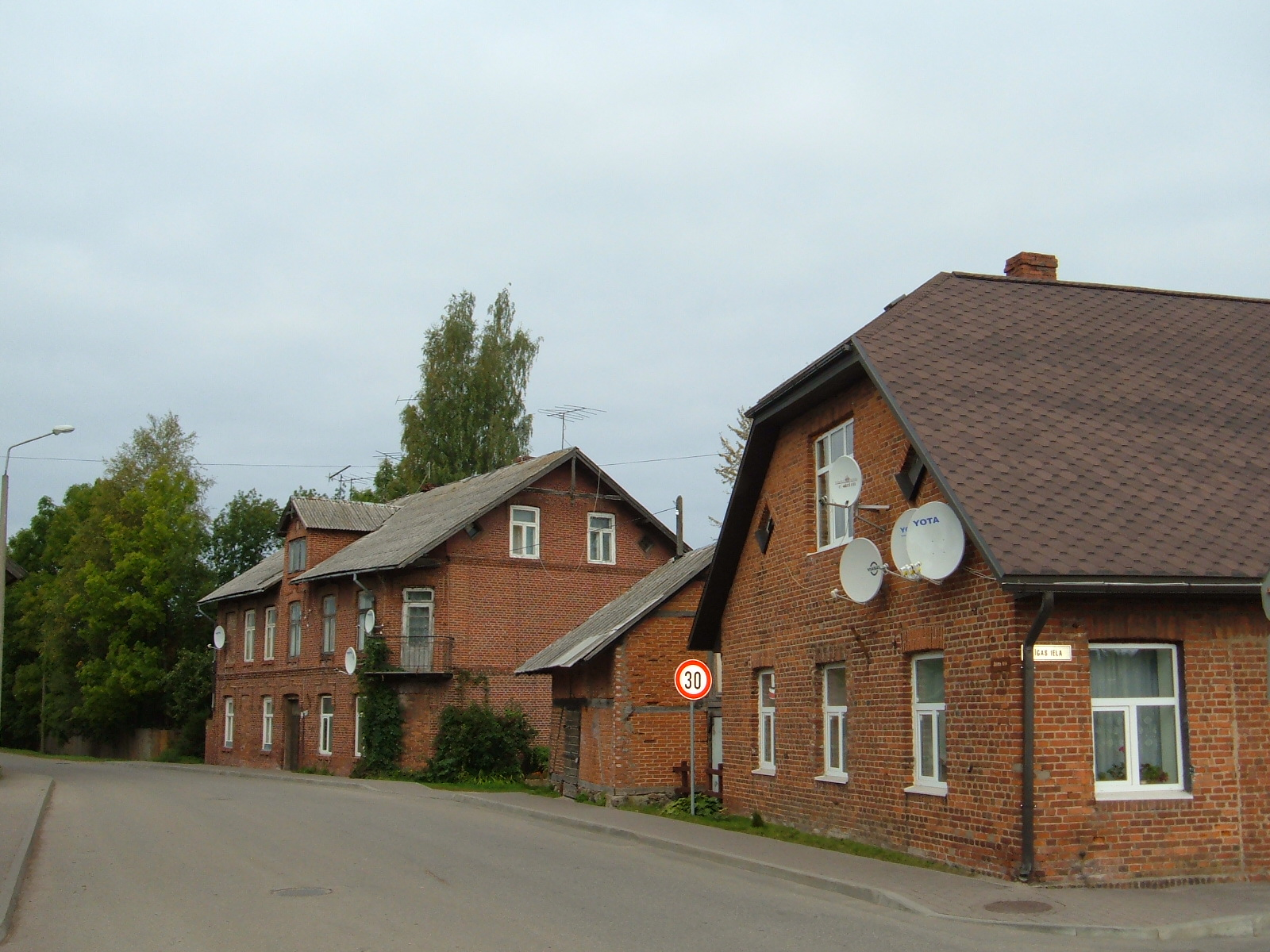
Maisons anciennes.